# Cymbilaimus
Cymbilaimus là một chi chim trong họ Thamnophilidae.